# 314

## Nașteri
- dată necunoscută: Libanios  (d. 393)
- dată necunoscută: Teodor cel Sfințit  (d. 368)

## Decese
- 11 ianuarie: Papa Miltiade  (n. ?)